# Emmanuel-Théodose de La Tour d'Auvergne, duc de Bouillon
Ne doit pas être confondu avec Emmanuel-Théodose de La Tour d'Auvergne, cardinal de Bouillon.
Pour les articles homonymes, voir Emmanuel.
Emmanuel-Théodose de La Tour d'Auvergne, duc de Bouillon, né en 1668 et mort le 16 ou 17 mai 1730 est un noble français. Il est grand chambellan de France de 1715 à 1717 puis de 1723 à sa démission en 1728 sous le règne de Louis XV.

## Biographie
Fils cadet de Godefroy-Maurice de La Tour d'Auvergne et de Marie Anne Mancini. Il devient l'aîné en 1692 au décès de son frère Louis Charles de La Tour d'Auvergne.
Pair de France, il porte les titres de duc de Bouillon, duc d'Albret, duc de Château-Thierry, comte de Montfort, comte de Nègrepelisse, comte d'Auvergne, comte d'Évreux, comte de Beaumont-le-Roger, vicomte de Turenne, vicomte de Castillon, vicomte de Lanquais, baron de Montgascon, baron de Limeuil.
En 1718, il est nommé gouverneur et lieutenant-général en haute et basse Auvergne, jusqu'en 1728.

### Mariages et descendance
Il se marie à quatre reprises :
- le 1er février 1696 avec Marie-Armande de La Trémoille, héritière de la principauté de Poix (1677-1717), fille de Charles Belgique Hollande de La Trémoille, duc de Thouars, et de Madeleine de Blanchefort Créquy. Dont 7 enfants :
  - Armande de La Tour d'Auvergne (1697-1717), mariée en 1716 avec, Louis II de Melun, duc de Joyeuse (1694-1724), sans postérité ;
  - Marie-Madeleine de La Tour d'Auvergne (1698-1699) ;
  - X (1699-1699) ;
  - Godefroy-Maurice de La Tour d'Auvergne (1701-1705) ;
  - Frédéric-Maurice-Casimir de La Tour d'Auvergne (1702-1723), marié en 1723 avec Marie-Charlotte Sobieska, petite-fille de Jean III Sobieski , Roi de Pologne, sans descendance ;
  - Marie-Hortense de La Tour d'Auvergne (1704-1725), mariée en 1725 avec Charles Armand René de La Trémoille, duc de Thouars (1708-1741), son cousin germain, dont postérité ;
  - Charles-Godefroy de La Tour d'Auvergne (1706-1771), duc de Bouillon, marié en 1724 avec Marie-Charlotte Sobieska, veuve de son frère, dont postérité ;

- en janvier 1718 avec Louise-Françoise Le Tellier de Barbezieux, fille de Louis François Marie Le Tellier, marquis de Barbezieux et de Marie-Thérèse d'Alègre. Il en a :
  - Godefroy-Girault de La Tour d'Auvergne (1719-1732), comte d'Auvergne, duc de Château-Thierry ;

- le 27 mai 1720 avec Anne-Marie-Christine de Simiane-Moncha-Gordes (1683-† en août 1722), fille de François de Simiane, comte de Moncha[2], dont il a :
  - Anne-Marie de La Tour d'Auvergne (1722-1739), qui épouse en 1734 Charles de Rohan-Soubise, prince de Soubise, maréchal de France ;

- le 21 mars 1725 avec Louise-Henriette-Françoise de Lorraine, morte le 31 mars 1737, fille de Joseph de Lorraine, comte d'Harcourt (1679-1739). Dont :
  - Marie-Sophie-Charlotte de La Tour d'Auvergne (1729-1763), mariée en  Charles-Juste de Beauvau-Craon, prince de Beauvau, prince de Craon, maréchal de France, dont postérité.

La rumeur attribue à Louise-Françoise de Lorraine la mort de sa rivale, la comédienne Adrienne Lecouvreur. Mais l'autopsie ne décèle aucune trace de poison dans le corps de celle-ci.

## Sources
- Ducs et pairs et duchés-pairies laïques à l'époque moderne : (1519-1790), Christophe Levantal, Paris 1996, p 469